# The Rich Pay Late
The Rich Pay Late är en roman av Simon Raven, utgiven 1964. Romanen var den första att publiceras i den svit som bär namnet Alms for Oblivion men är den fjärde i själva kronologin (1945 - 73) då den utspelar sig 1955 - 56. 

## Persongalleri
Donald Salinger – Tryckare. Partner med Jude Holbrook. Förlovar sig med Vanessa Drew. Romantisk men i övrigt försiktig till sin läggning. 
Jude Holbrook – Tryckare. Partner med Donald Salinger. Litteraturvetare. Försöker få in en fot i styrelsen till finanstidningen Strix. Motbjudande i största allmänhet. Olyckligt gift med f d modellen Penelope och försöker vara en något så när god far till sin son Donald, gudson till Donald Salinger. Otrogen med Vanessa Drew. Har Angela Tuck som älskarinna även om hon senare dumpar honom. Mister sin son Donny. 
Miss Beatty – sekreterare åt Salinger & Holbrook. Ungmö som tar hand om sin gamla mamma. Attraherad av Holbrook som hjälper henne att få in den sjukliga modern på ålderdomshem. Senare mördad. 
Somerset Lloyd-James – Tidigare en huvudperson i Fielding Gray. Chefredaktör på tidningen Strix. Olyckligt gift. Bedriver SM-lekar tillsammans med Maisie och senare Susan Granger. From katolik som har för vana att skriva ned alla sina planer för att sortera tankarna och därefter förstör materialet som man undertecknat med A.M.D.G. (Ad maiorem Dei gloriam). 
Vanessa Drew – Lättfotad ung kvinna som varit med de flesta männen i handlingen men dock förlovar sig med Salinger. 
Jonathan Gamp – Vän till bl.a. Salinger och Drew. Homosexuell. 
Lord Philby – Ordförande i styrelsen för Strix, vilken han ärvt efter sin far. 
Ashley Dexterside – Anställd på tryckeriet. Troligen homosexuell. Har en relation med Carlton Weir. 
Penelope Holbrook – Jude Holbrooks maka. F d modell.
Donald Holbrook – Jude Holbrooks försummade son. Dör i hjärnhinneinflammation.
Angela Tuck – Tidigare en viktig person i Fielding Gray. Krävande älskarinna till Jude Holbrook. Figurerar senare även i Friends in Low Places. 
Gamla Mrs Beatty – Miss Beattys åldriga mor, tvingad in på ålderdomshem med Jude Holbrooks benägna assistens. 
Tom Llewyllyn – Författare och anställd hos Lloyd-James. Festprisse samt kvinnokarl av guds nåde och därmed i ständigt behov av pengar (”Art for Art’s Sake but Money for God’s Sake!”).
Norma – Balettflicka och älskarinna åt Llewyllyn.
Tessie Buttock  - Överseende väninna till Llewyllyn.
Peter Morrison – Parlamentsledamot. Ganska hederlig.
Kapten Detterling – Parlamentsledamot. Politiskt allierad med Morrison.
Carton Weir – Parlamentsledamot. Politiskt allierad med Morrison.
Lady Susan Grange – Älskarinna till Detterling och Lloyd-James. Senare maka åt Lord Philby.
Harry Dilkes – Styrelseledamot på Strix. 
Roger Constable – Styrelseledamot på Strix. Tutor på Lancaster College och en man med hög moral. Figurerar även i Fielding Gray och The Sabre Squadron. 
Maisie Malcolm – Älskarinna till Lloyd-James, vilken pryglar honom mot betalning.
Mr och Mrs Anthony Holbrook – Holbrooks tråkige och gnidige fader samt hans intelligenta, bildade och lätt resignerade mor.
John Growes – Advokat åt Salinger & Holbrook. Under tummen på Holbrook som hjälpt honom att fixa abort åt Vanessa Drew.
LaSoeur – Läkare. Har utfört två aborter på Vanessa Drew/Salinger 
Max de Freville – Spelare och societetslejon.
Mark Lewson – Checkbedragare. Figurerar senare i Friends in Low Places. 
Felicity Lewson – Maka till Mark. Contessa, ruinerad genom sin make.
Helen Morrison – Maka till Peter Morrison. 
Fielding Gray – Vän till Somerset. Omnämnd på Salingers fest. Huvudperson i Fielding Gray och figurerar även i The Sabre Squadron. 
Burke Lawrence – Regissör. 
Alfie Schroeder – Journalist på Billingsgate Press. 
Lord Billingsgate – Tidningsmagnat 
Pastor Purchase – Den arkeologiskt intresserade pastorn i den by där Peter Morrisons oäkta son och hans mor bor. 
Gregory Stern – Förläggare. Stern ger ut Tom Llewellyns böcker och omnämns även i Fielding Gray som dennes förläggare.

## Handling
Handlingen utspelar sig 1955-56 och börjar på tryckeriet Salinger & Holbrook där delägaren Jude Holbrook (ytterligt osympatiskt framställd) försöker förmå sin mer försiktige kompanjon att köpa majoritetsposten i ekonomimagasinet Strix, vilket ägaren lord Philby kan tänka sig sälja. Både Holbrook och Lloyd-James, redaktör på Strix (och en huvudperson i Fielding Gray), är olyckligt gifta och den senare är dessutom intresserad av sadomasochistiska lekar. Holbrook är otrogen med den lättfotade Angela Tuck (från Fielding Gray medan Donald Salinger suktar efter den likaledes lättfotade Vanessa Drew. 
Somerset Lloyd-James lyckas få in sin gamle vän, parlamentsledamoten Peter Morrison (en huvudperson i Fielding Gray och Sound The Retreat, i styrelsen för Strix. Sedan Salinger förlovat sig med Vanessa börjar hon bli ”måttfull” i sitt sexliv, hon har enbart sex på några få platser och inte med någon Salinger känner. Sedan Holbrook hjälpt sin sekreterare Miss Beatty med att få in gamla Mrs Beatty på ålderdomshem blir denna mer utåtriktad. Hon får med sig en karl hem men han visar sig vara tråkig och ser mest på TV. Senare hittas hon dock mördad i sin lägenhet, troligen halshuggen. 
Peter Morrison är emot att Salinger & Holbrook köper lord Philbys andel i Strix, trots att han är vän med Salinger. Detta för att Holbrook inte kunnat ge en löneförhöjning åt sin anställde Dexterside och samt att han ej gick på miss Beattys begravning. Holbrook, som fått reda på att Vanessa är konstant otrogen, pressar henne till att få Salinger bli mer gynnsamt inställd till att bli majoritetsägare vilket lyckas mer än väl. Efter Salingers smekmånad med Vanessa ger denne en storslagen fest där många gäster först inte kommer in då de ej har med sig inbjudningskort. Det hela präglas av viss brackighet och Lady Susan Grange förstör spolanordningen på husets toaletter bara för att retas. Festen präglas av ovilja mellan de två grupper som Salinger bjudit in, rika godsägare och ett akademiskt proletariat. 
Tom Llewyllyn, en av Lloyd-James skribenter, fyllnar till och förolämpar bl.a. makarna Morrison. Senare avslöjar den svårt berusade Llewyllyn (mot betalning) för Holbrook och Lloyd-James att Peter Morrison 1944 tvingat sig till sex med en 14-årig flicka som jobbat på hans fars gods och gjort henne med barn. Senare har man sett till att gifta bort henne med hennes ungdomskärlek, vilken hållit god min i elakt spel och tagit på sig fadersrollen. Senare ställer Tom till en scen och välter statyer och det blir lätt kaos då toaletterna ej fungerar. Checkskojaren Mark Lewson tycks ha stulit 75 pund ur Salingers skrivbord. Susan Grange badar naken men drabbas sen av depression och eskorteras hem av Lloyd-James. 
Något efter festen inser Vanessa att hon är gravid och är rädd att fadern kan vara en student från Zanzibar varför hon ordnar abort hos doktor LaSoeur. Lloyd-James engagerar sig i Susan Grange (även sexuellt) och går med på att vara ”andre älskare” åt henne. Holbrook kontrollerar berättelsen om Peter och får den bekräftad. Han försöker sen pressa Peter att rösta för försäljning av lord Philbys majoritetspost till Salinger & Holbrook. Trots detta vägrar den ståndaktige Peter att rösta för det hela. Lord Philby nämner, närmast i förbifarten, för Lloyd-James att han har Susan Granger som älskarinna. En rasande Holbrook, som haft en dålig dag rent allmänt, skriver en rad brev om Peter till parlamentet, pressen och en rad andra personer. Samtliga inblandade tycker han betett sig dåraktigt. 
Då journalisten Alfie Schroeder söker upp Llewyllyn för att få berättelsen bekräftad förnekar denne allt, plågad av uselt samvete. Han erbjuder till och med Morrison sin hjälp men denne avböjer vänligt. Schroeder försöker under tiden nysta i historien. Salinger ska hälsa på gamla Mrs Beatty men går in på avdelningen bredvid ålderdomshemmet, vilket är abortkliniken där Vanessa vistas. Hon svimmar då hon ser honom komma in men Dr LaSoeur hanterar situationen bra och Salinger förstår ej sammanhanget utan tror Vanessa gjort abort av rädsla inför moderskap. Han lovar henne en resa jorden runt för att muntra upp henne. Alfie Schroeder får reda på att flickan Betty var blind vid det tillfälle då Peter ska ha tvingat till sig sex av henne och att hon inte ens hört hans röst utan känt igen honom på lukten. Familjen Morrison hade dock betalat för en ögonoperation. 
Susan Grange går med på att gifta sig med lord Philby. Lloyd-James får se alla sina förhoppningar gå i kras: osams med Donald p.g.a. den misslyckade affären, ovän med Peter p.g.a. förräderiet, inga pengar som han blivit utlovad, ingen plats i parlamentet via kontakterna med Peter och älskarinnan på väg in i äktenskap. Angela Tuck, Holbrooks älskarinna, ärver en förmögenhet sedan hennes man (Mr Tuck från Fielding Gray, som hon aldrig skilt sig från) blir överkörd då han berusad vinglat ut i gatan. Salinger köper ut Holbrook ur firman eftersom han ändå förstört dess rykte i samband med historien kring Morrison. Han börjar rentav tvivla på sin kumpans mentala hälsa vid detta tillfälle. 
Alfie och Tom får tag i pastor Purchase i Morrisons by och denne berättar att Betty Vincent egentligen utsattes för en gruppvåldtäkt sedan hennes blivande svärmor med avsikt lämnat henne ensam på en promenad. Peter och hans far kom till undsättning och räddade flickans som i sitt förvirrade tillstånd trodde att Peter varit hennes angripare. Detta har pastorn fått höra av gamla Mrs Vincent på hennes dödsbädd. Den nu rika Angela dumpar Holbrook rejält och talar om för honom vilken hjärtlös människa han är. 
Tom får en enastående framgång med sin bok om kommunismens framfart men får ge 50% av förtjänsterna till en nöjd Lloyd-James, som ett villkor för ett tidigare lån (där ju Lloyd-James verkligen inte kunde veta om boken skulle slå). Tom och Peter har ett möte där Peter avslöjar att Suezkrisen, snarare än skandalen, är det som nu får honom att avgå. Hans gode vän Detterling (som figurerade i Fielding Gray) är på väg att skickas till Egypten och Peter, själv med militär bakgrund, skulle inte kunna stå i parlamentet och kritisera detta även om han i det privata kan finna det hela idiotiskt. Skandalen ger honom en ursäkt att avgå vilket förklarar hans ovilja att vidta åtgärder. 
Boken avslutas med en spelkväll hos Max de Freville där samtliga inblandade är närvarande. Donald och Vanessa förbereder sig för sin långa resa, lord Philby är där med lady Susan, Lloyd-James är nöjd med inkomsterna och hur hans politiska ambitioner kanske kan förverkligas då Peter avgått och kapten Detterling har fullt upp med Suezkrisen. Ingen vet var Holbrook, som nyligen mist sin son Donny i hjärnhinneinflammation, tagit vägen.